# Asclepias tanganyikensis
Asclepias tanganyikensis är en oleanderväxtart som beskrevs av Eileen Adelaide Bruce. Asclepias tanganyikensis ingår i släktet sidenörter, och familjen oleanderväxter. Inga underarter finns listade i Catalogue of Life.